# Quello sbagliato
Quello sbagliato è un singolo del gruppo musicale italiano Finley, in collaborazione con la cantautrice italiana Nina Zilli, pubblicato il 23 maggio 2025.

## Descrizione
Il brano è scritto da Andrea Pugliese, Marco Pedretti, Carmine Ruggiero, Danilo Calvio, Ivan Moro, Nina Zilli e Riccardo Scirè, che ha anche curato la produzione.

## Video musicale
Il video musicale, diretto da Alessandro Maiorano, è stato pubblicato in concomitanza all'uscita del brano attraverso il canale YouTube del gruppo musicale.

## Tracce
Testi di Andrea Pugliese, Marco Pedretti, Carmine Ruggiero, Danilo Calvio, Ivan Moro, Nina Zilli e Riccardo Scirè.
1. Quello sbagliato (feat. Nina Zilli) – 2:40

## Formazione
- Finley – voce, basso, batteria, chitarra
- Nina Zilli – voce
- Etta – programmazione
- Riccardo Scirè – programmazione, produzione